# FitnessBoutique
 (février 2025).
Motif : Sourçage très faible. Réelle pertinence encyclopédique ?
- Archive Wikiwix
- Bing
- Cairn
- DuckDuckGo
- E. Universalis
- Gallica
- Google
- G. Books
- G. News
- G. Scholar
- Persée
- Qwant
- (zh) Baidu
- (ru) Yandex
- (wd) trouver des œuvres sur Wikidata

| 1. | Préciser le motif de la pose du bandeau. | Précisez le motif de la pose du bandeau en utilisant la syntaxe suivante : {{admissibilité à vérifier\|date=mars 2025\|motif=remplacez ce texte par le motif}}                       |
| 2. | Informer les utilisateurs concernés.     | Pensez à avertir le créateur de l'article, par exemple, en insérant le code ci-dessous sur sa page de discussion : {{subst:avertissement admissibilité à vérifier\|FitnessBoutique}} |

 (avril 2019).
FitnessBoutique est une marque française spécialisée dans la vente de produits de musculation, de fitness et de nutrition sportive, fondée en 1999 à Voiron dans l’Isère.
La marque est exploitée par la société N4brands.

## Historique

### Origines
En 1999, Stéphane et Mathieu Viscuso, accompagnés de leurs amis Sébastien Saulnier et Stefan Jaillet, fondent FitnessBoutique à Voiron dans l’Isère. La marque créée et vend des équipements de fitness et des produits de nutrition sportive.
Le premier point de vente est inauguré à Issy-les-Moulineaux en 2004.
En 2007, l’entreprise compte six boutiques.

### Développement
- Si vous ne connaissez pas le sujet, laissez ce bandeau (vous pouvez alors contacter les auteurs).
- Si vous supprimez le contenu mis en cause (vous pouvez préalablement contacter les auteurs),

argumentez précisément cette suppression dans la page de discussion
(un manque de référence n'est pas un argument ; une recherche réelle de référence doit avoir été effectuée, être formellement documentée).
En février 2011, Axa Private Equity entre au capital et devient actionnaire à hauteur de 22 %[source insuffisante],[source insuffisante]. Quatre ans plus tard, les fondateurs rachètent le capital d’Ardian (ex-Axa Private Equity)[réf. nécessaire].
En 2016, avec ses produits SoTasty, FitnessBoutique conçoit une nouvelle gamme de nutrition sportive prête à consommer ou à cuisiner[source insuffisante].
En 2017, l’entreprise lève 4,3 millions d’euros auprès de M Capital Partners pour accélérer son développement en France et à l'international,.
En 2018, l’entreprise fait construire son nouveau siège social à Voiron sur le campus Inolab de la Brunerie,. 
En 2023, les deux frères Viscuso sont seuls aux commandes du groupe N4Brands qui abrite FitnessBoutique et une douzaine d’autres marques dans le domaine de la nutrition, du fitness et du bien-être. 
FitnessBoutique lance en mars 2023 un nouveau vélo d'appartement quasi entièrement produit dans l'Hexagone,.